# Чайкін Всеволод Костянтинович
Всеволод Костянтинович Ча́йкін (нар. 30 листопада 1935, Дніпропетровськ — пом. жовтень 1996) — український актор; народний артист УРСР з 1981 року.

## Біографія
Народився 30 листопада 1935 в Дніпропетровську. В 1953—1956 роках навчався в Харківському театральному інституті (викладач — І. Мар'яненко), в 1956—1959 роках — у Київському інституті театрального мистецтва імені І. К. Карпенка-Карого.
З 1959 по 1961 рік працював у Дніпропетровському українському драматичному театрі імені Т. Г. Шевченка, з 1961 по  1996 рік — в Харківському театрі юного глядача імені Ленінського комсомолу.
Нагороджений орденом Дружби народів.
Помер в жовтні 1996 року.

## Ролі
Серед ролей:
- Тарас Шевченко («Тарасова юність» В. Суходольського);
- Яїшниця («Одруження» М. Гоголя);
- Бубнов («На дні» М. Горького);
- Карлсон («Нові пригоди Карлсона» за А. Ліндгрен).
- В. І. Ленін («Іменем революції» М. Шатрова).